# 完顏宗哲
完顏宗哲（？—1150年），为金朝宗室，金太宗的儿子。女真名鹘沙。
天眷元年（1138年），完顏宗順金熙宗被封为毕王。天德二年（1150年）完颜亮将益都尹毕王完顏宗哲、平阳尹完顏禀、左宣徽使完顏京等，全家屠杀。大定二年（1162年），完顏宗哲被金世宗追封韩王。

## 資料
- 《金史》卷七十六 列传第十四 太宗诸子